# Cầu Đảo Kim Cương
Cầu Đảo Kim Cương nằm trên trực ven Sông Sài Gòn, cầu có Chiều dài gần 300 m, rộng 22m. Được khởi công tháng 9, 2017.
Khánh thành vào ngày 30 tháng 5 năm 2018. Sau 8 tháng thi công. Giảm áp lực cho Đường Đồng Văn Cống.